# Conjunto Urbano la Loma I
Conjunto Urbano la Loma I är en ort i Mexiko.   Den ligger i kommunen Zinacantepec och delstaten Mexiko, i den sydöstra delen av landet, 60 km väster om huvudstaden Mexico City. Conjunto Urbano la Loma I ligger 2 731 meter över havet och antalet invånare är 6 192.
Terrängen runt Conjunto Urbano la Loma I är platt åt nordost, men åt sydväst är den kuperad. Runt Conjunto Urbano la Loma I är det mycket tätbefolkat, med 2 103 invånare per kvadratkilometer. Närmaste större samhälle är Toluca, 9,3 km sydost om Conjunto Urbano la Loma I. Runt Conjunto Urbano la Loma I är det i huvudsak tätbebyggt.